# オリヴァー・スミティーズ
オリヴァー・スミティーズ（Oliver Smithies、1925年6月23日 - 2017年1月10日）は、イギリス出身のアメリカ合衆国の遺伝学者、ノーベル生理学・医学賞受賞者。ゲル電気泳動法の開発、マリオ・カペッキとの組み換え遺伝子の相同組み換え法の開発によって知られる。これらによってノックアウトマウスの製作や遺伝子標的法の技術を確立した。

## 人物
イギリス・ウェスト・ヨークシャー州のハリファクスで生まれた。彼自身が、科学の道に入ったのは子供の頃にラジオや望遠鏡に強い興味を持ったからだと語っている。
スミティーズは1946年に生理学科を首席で卒業し、その後化学の学位も取った。1951年にはオックスフォード大学ベリオール・カレッジから生化学の博士号を取得した。スミティーズは医学部の奨学金の選考に落ち、化学を専攻することを志した。

## 研究
1953年から1960年までの間、スミティーズはビザの問題でアメリカ合衆国に入国することができず、トロントのコンノート医学研究所で働いた。その後1960年から1988年まではウィスコンシン大学マディソン校で遺伝学の助手、助教授、教授として勤めた。
1988年以降はノースカロライナ大学チャペルヒル校で病理学の教授をしている。またデューク大学でも遺伝学の研究を行っている。
スミティーズの成果は嚢胞性線維症の研究を大いに推し進め、他の人間の病気の研究にも適用されている。ゲル電気泳動法の他に、彼は遺伝子標的法やより人間に近い特徴を持ったマウスの作成法を開発した。
スミティーズとマリオ・カペッキはそれぞれ独立に遺伝子標的法を開発したが、スミティーズがこの技術を開発したのは、ウィスコンシン大学にいる時だった。
2002年スミティーズは、妻でノースカロライナ大学病理学教授の前田信代とともに遺伝子組み換えで高血圧のマウスを作り出した。
2016年12月に倒れるまで、学会への出席や講演などの旅行がない限り1週間に7日間研究室に出勤し自ら実験をする、生涯現役の研究者だった。

## 受賞など
2007年10月8日、スミティーズはユタ大学のマリオ・カペッキ、カーディフ大学のマーティン・エヴァンズとともに「マウスの胚性幹細胞を用いた、特定の遺伝子を改変する原理の発見」によりノーベル生理学・医学賞を受賞したと発表された。これによりスミティーズはノースカロライナ大学チャペルヒル校で初のノーベル賞受賞者となった。この他に、次のような多くの賞を受賞している。
- 1971年 - 全米科学アカデミー会員に選出
- 1978年 - アメリカ芸術科学アカデミー会員に選出
- 1984年 - カール・ラントシュタイナー記念賞を受賞
- 1986年 - アメリカ科学振興協会会員に選出
- 1990年 - ガードナー国際賞、Alfred P. Sloan賞、Ciba賞、ブリストル・マイヤーズ スクイブ賞を受賞
- 1991年 - シカゴ大学より名誉博士号を授与
- 1993年 - ノースカロライナ賞科学部門を受賞、ガードナー国際賞を2度目の受賞
- 1998年 - カペッキとともにAmerican Association of Medical Colleges'賞を受賞
- 1998年 - 王立協会外国人会員に選出
- 2000年 - 日本の成人血管病研究振興財団より岡本国際賞受賞
- 2001年 - エヴァンズ、カペッキとともにアルバート・ラスカー基礎医学研究賞受賞
- 2002年 - O. Max Gardner賞受賞。カペッキとともにマスリー賞受賞
- 2003年 - カペッキ、ラルフ・ブリンスターとともにウルフ賞医学部門を受賞
- 2005年 - カペッキとともに発生生物学マーチ・オブ・ダイムズ賞を受賞
- 2006年 - トムソン・ロイター引用栄誉賞を受賞
- 2007年 - ノーベル生理学・医学賞、トーマス・ハント・モーガン・メダルを受賞
- 2009年 - アメリカ化学者協会ゴールドメダルを受賞

## 人物
色覚異常にもかかわらず、スミティーズは自家用機の運転免許を持っており、自家用機も3機所持している。現在はアメリカ合衆国に帰化している。現在の妻の前田信代と出会う前に、ウィスコンシン大学の研究者のルイス・キッツェと結婚していた。前田がウィスコンシン大学を辞めてノースカロライナ大学に移ると、スミティーズもノースカロライナ大学チャペルヒル校に移籍した。